# Битка при Кастийон
Битката при Кастийон е последната битка по време на Стогодишната война. Тя се води между войски на Англия от една страна и Франция и Бретан от друга на 17 юли 1453 край град Кастийон в Гаскония. Битката се смята и за първата в историята на Западна Европа, при която решаващ фактор е артилерията.

## Предпоставки
След като французите превземат Бордо през 1451 година, Стогодишната война изглежда към края си. След тристагодишно английско управление обаче гражданите на Бордо се считат за англичани и изпращат пратеници до Хенри VI с искане да си възвърне провинцията.

## Походът
На 17 октомври 1452 година Джон Талбът, 1-ви граф на Шрюсбъри, дебаркира близо до Бордо с 3000 войници и стрелци. Френският гарнизон е изхвърлен от ликуващите жители на Бордо, които отварят вратите на англичаните. По-голямата част от Гаскония последва примера на Бордо и приветства англичаните.
През зимата на 1452/1453 г. френският крал Шарл VII събира войските си, в подготовка за военен поход. С настъпването на пролетта Шарл едновременно напредва към Бордо с три армии по три различни пътя.
Джон Талбът получава като подкрепление още 3000 войници, но това все още е недостатъчно да задържи французите на границите на Гаскония. След като челната френска армия обсажда Кастийон, Талбът изоставя първоначалните си планове (отстъпвайки пред молбите на градските военачалници) и си поставя за цел да вдигне обсадата. Френският главнокомандващ, Жан Бюро, страхувайки се от Талбът, нарежда на армията си (между 7000 и 10 000 души) да огради лагера с ров и палисада, и да разположи артилерията (около 300 оръдия) по бруствера. Въпреки численото си превъзходство французите дори и не предприемат опит да оградят Кастийон, а приемат този изключително защитен план.

## Битката
Талбът достига френския лагер на 17 юли, начело на авангарда от 1300 конници, изпреварвайки основната част от армията си. Той обръща в безредно бягство приблизително еднакъв по численост отряд от френски стрелци в горите пред лагера на французите, и това повдига допълнително морала на хората му.
Няколко часа след това предварително стълкновение пратеник от града съобщава на почиващите войници на Талбът (след като са марширували през цялата нощ), че френската армия е в пълно отстъпление и стотици конници напускат укрепленията. От градските стени се виждал огромен облак от прах, който се губел в далечината. За нещастие на англичаните това били само придружаващи френската войска хора, на които било заповядано да напуснат лагера преди предстоящата битка.
Талбът прибързано реорганизира хората си и щурмува френския лагер, само за да открие укрепленията, защитавани от хиляди въоръжени стрелци и стотици оръдия. Изненадан, но непоколебим, той дава заповед за атака на френската армия. Самият Талбът не участва пряко в битката. Преди време бил пленен и освободен при условие, че няма да се бие срещу французите, и това не му позволява да вдигне оръжие срещу тях.
Англичаните атакуват лагера през рова, но са посрещнати от градушка от стрели и свирепа пушечна и оръдейна канонада. Съсредоточеният огън може да се обясни и с факта, че ровът следвал леглото на пресъхнал поток, давайки на защитниците изключително укрепена позиция.
След около час кавалерията на бретанците, изпратена от херцога на Бретан, пристига и атакува десния фланг на английската войска. Англичаните отстъпват, преследвани по петите от френската армия.
По време на бягството, конят на Талбът е убит от оръдейно гюле и при падането си, го затиска. Един френски стрелец разпознава англичанина и го убива с брадва.

## Последици
След умопомрачението на Хенри VI и последвалото избухване на Войната на розите (1455 – 1485), англичаните вече не са в състояние да претендират за френския трон и губят всички свои територии на континента (с изключение на Кале).